# Magnolia stellata
Magnolia stellata (Siebold & Zucc.) Maxim., 1872 è una pianta angiosperma della famiglia delle Magnoliacee, endemica del Giappone.

## Descrizione
Si tratta di un arbusto a foglia caduca che in primavera produce infiorescenze con colori vivi che vanno dal bianco al violetto, passando per un rosa intenso. Le foglie sono lunghe dai 3 ai 5 centimetri e larghe dai 2 ai 3 centimetri, con bordi lisci e leggermente ondulati.

## Conservazione
La Lista rossa IUCN classifica Magnolia stellata come specie in pericolo di estinzione (Endangered).